# Leptostygnus
Leptostygnus is een geslacht van hooiwagens uit de familie Agoristenidae.
De wetenschappelijke naam Leptostygnus is voor het eerst geldig gepubliceerd door Mello-Leitão in 1940. 

## Soorten
Leptostygnus omvat de volgende 3 soorten:
- Leptostygnus leptochirus
- Leptostygnus marchantiarum
- Leptostygnus yarigui